# Ashton Keynes
Ashton Keynes est un village et une paroisse civile du Wiltshire, en Angleterre. Il est situé dans le nord du comté, non loin de la frontière du Gloucestershire, à environ 8 km au sud de la ville de Cirencester. La Tamise le traverse. Au recensement de 2011, il comptait 1 400 habitants.

## Jumelages
- Grandchamp-des-Fontaines (France)